# Centro Nacional de Artesanato e Design
Centro Nacional de Arte, Artesanato e Design (CNAD) es un centro cultural de la ciudad de Mindelo, en la isla de São Vicente, en Cabo Verde. Es la primera institución cultural construida desde cero en el país, preparada para acoger exposiciones temporales y permanentes, desarrollar residencias creativas y servir de base a un archivo documental y artístico de la producción artística tradicional y contemporánea caboverdiana. El CNAD está situado en el extremo norte de la Praça Nova, en el centro de la ciudad de Mindelo. 

## Historia
El proyecto CNA, originalmente conocido como Cooperativa Resistência, fue creado en 1976 por un grupo de artistas y docentes preocupados por la preservación y promoción de la artesanía caboverdiana. Este colectivo incluía a Manuel Figueira, Luísa Queirós y Bela Duarte. En 1977, decidieron fundar el Centro Nacional de Artesanía en Cabo Verde, con el objetivo de experimentar, formar, investigar y promover la artesanía local, prestando especial atención a la panificación.
En la preservación de la historia y la cultura caboverdianas y en la transmisión del conocimiento los maestros artesanos como Nhô Griga y Nhô Damásio jugaron un papel crucial.
El museo se encuentra en un edificio colonial construido originalmente para el senador Vera Cruz a finales del siglo XIX. Entre 1917 y 1921 albergó el Liceu Nacional. En 1950 se instaló en el edificio Rádio Barlavento. Después de que esta se mudara en 1979, el edificio se transformó en el museo actual. Para 2018 se anunció la renovación del edificio del museo y la construcción de un nuevo edificio adjunto al mismo.
La arquitectura del nuevo edificio, 2019, destaca por su vibrante fachada metálica, compuesta armoniosamente por tapas de tambores de colores. Este diseño simboliza el contexto social, cultural y simbólico de los barriles de metal en Cabo Verde. Estos barriles, cargados de bienes y recuerdos, representan las historias de la extensa diáspora caboverdiana dispersa por todo el mundo, llevando consigo la cultura y las vivencias de las islas.